# Zvonek kopřivolistý
Zvonek kopřivolistý (Campanula trachelium) je druh rostliny z čeledi zvonkovité (Campanulaceae).

## Popis
Jedná se o asi 30–60 (zřídka až 90) cm vysokou vytrvalou bylinu. Lodyhy jsou ostře hranaté, často načervenalé až nafialovělé, celé rostliny jsou řídce srstnatě chlupaté. Listy jsou jednoduché, řapíkaté, horní pak krátce řapíkaté až přisedlé. Dolní listy jsou srdčité až srdčitě vejčité, širší než horní, které jsou vejčitě kopinaté až kopinaté, všechny listy jsou na okraji 1–2x zubaté nebo vroubkovaně zubaté. Květy jsou uspořádány do květenství, ve všestranném hroznu, jsou uspořádány po 1–3 na krátkých stopkách se 2 listénci v úžlabí listenů. Kalich je srostlý z 5 lístků, kališní cípy jsou vejčitě podlouhlé. Koruna je široce nálevkovitě zvonkovitá, srostlá také z 5 korunních lístků, nejčastěji asi 30–45 mm, modrá až modrofialová, uvnitř je chlupatá. Kvete v červenci až v září. Tyčinek je 5. Semeník je chlupatý až olysalý, trojpouzdrý, blizna je trojramenná. Plodem je tobolka. Počet chromozómů je 2n=34.

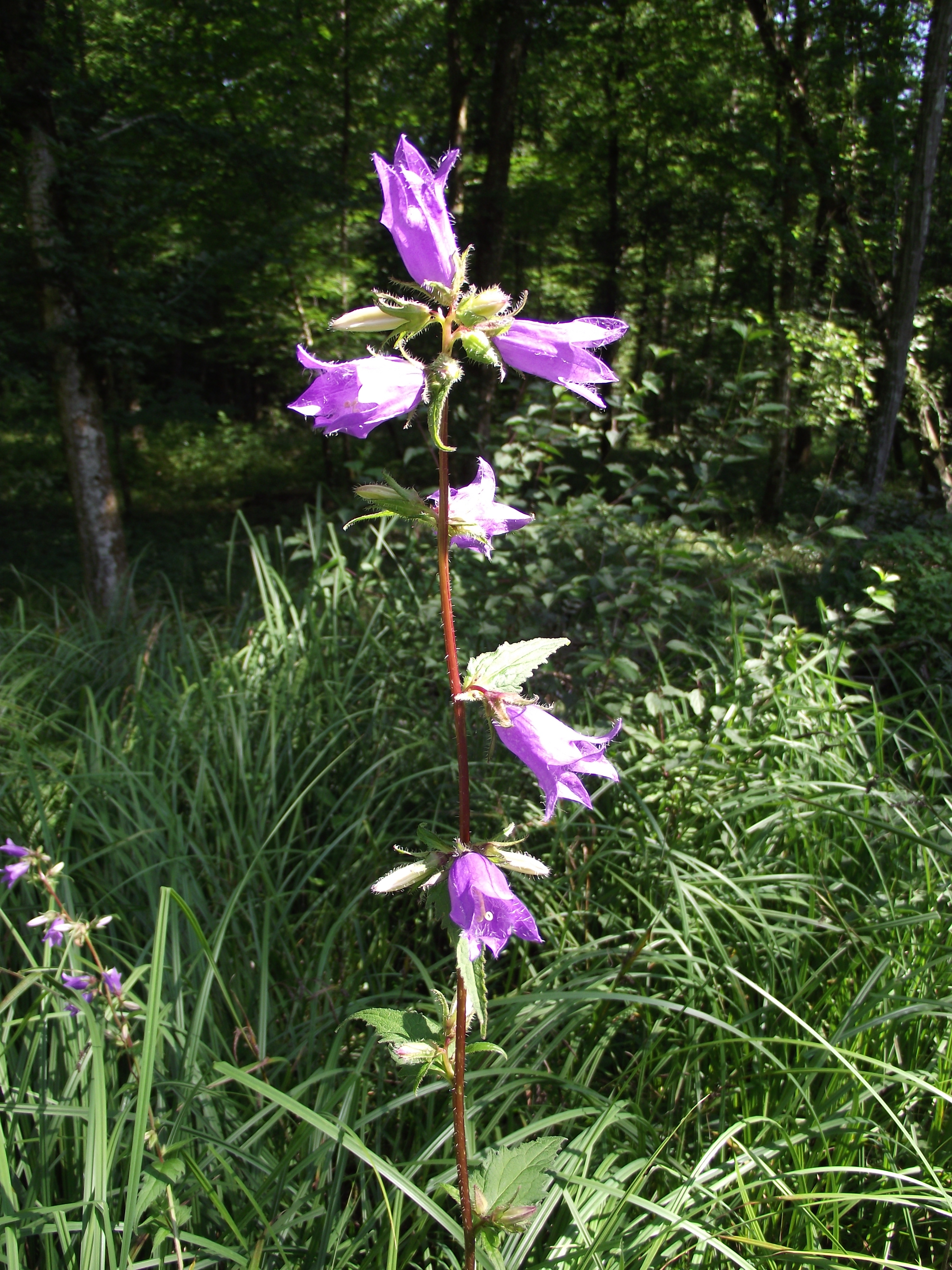
Celkový habitus

## Rozšíření ve světě
Zvonek kopřivolistý roste ve velké části Evropy, na sever po jižní Skandinávii a jižní část Velké Británie, na východ sahá po západní Sibiř. Přesahuje do severní Afriky. Byl zavlečen do Severní Ameriky.

## Rozšíření v Česku
V ČR to je celkem hojný druh rozšířený od nížin do podhůří, v horách je vzácnější. Roste v listnatých a smíšených lesích, v křovinách, lesních lemech, na okrajích lesních cest a přesahuje i na ruderální stanoviště. Preferuje stinná až polostinná stanoviště, dostatek vlhkosti a živin.